# Петреуць
Петреуць, Петреуці (рум. Pătrăuți) — комуна у повіті Сучава в Румунії. До складу комуни входить єдине село Петреуць.

## Розташування
Комуна знаходиться на відстані 364 км на північ від Бухареста, 8 км на північний захід від Сучави, 122 км на північний захід від Ясс.

## Історія
Давнє українське село Петрівці на південній Буковині. За переписом 1900 року в селі було 659 будинків, у яких проживали 2937 мешканців (527 українців, 2260 румунів, 101 німець та 47 осіб інших національностей).

## Населення
За даними перепису населення 2002 року у комуні проживала 4321 особа.
Національний склад населення комуни:
| Національність | Кількість осіб | Відсоток |
| -------------- | -------------- | -------- |
| румуни         | 3644           | 84,3%    |
| цигани         | 665            | 15,4%    |
| поляки         | 3              | 0,1%     |
| українці       | 1              | < 0,1%   |

Рідною мовою назвали:
| Мова       | Кількість осіб | Відсоток |
| ---------- | -------------- | -------- |
| румунська  | 4303           | 99,6%    |
| циганська  | 7              | 0,2%     |
| польська   | 2              | < 0,1%   |
| українська | 1              | < 0,1%   |

Склад населення комуни за віросповіданням:
| Релігія        | Кількість осіб | Відсоток |
| -------------- | -------------- | -------- |
| православні    | 2513           | 58,2%    |
| п'ятдесятники  | 1369           | 31,7%    |
| адвентисти     | 239            | 5,5%     |
| баптисти       | 161            | 3,7%     |
| старообрядці   | 11             | 0,3%     |
| римо-католики  | 5              | 0,1%     |
| греко-католики | 2              | < 0,1%   |
| не релігійні   | 1              | < 0,1%   |

## Зовнішні посилання
- Дані про комуну Петреуць на сайті Ghidul Primăriilor